# Scotopteryx obvallaria
Scotopteryx obvallaria là một loài bướm đêm trong họ Geometridae.